# Îles Wanzai, Petit Hengqin et Grand Hengqin
Wanzai, Petit Hengqin et Grand Hengqin sont trois îles situées dans le delta de la rivière des Perles immédiatement à l'ouest de la péninsule de Macao, de l'île de Taipa et de Coloane. Les Portugais les appelaient respectivement Lapa,  Dom João et Montanha.

## Histoire
Selon certains documents historiques, la présence portugaise sur l'île de Lapa date au moins de 1645, quand un mandarin de Canton autorisa la sépulture du père jésuite João Rodrigues en reconnaissance de ses services, mais Beatriz Basto Silva la fait remonter à 1596. Des missionnaires augustins et dominicains se sont également installés dans cette île qui apparaît sur certaines cartes anciennes (comme celle de 1912 incluse dans cet article) sous le nom de Patera, dont l'étymologie est « père » ("padre" en portugais). La date exacte de l'abandon de ces installations n'est pas connue, mais il est antérieur à 1764 puisqu'il en est fait mention dans une lettre dirigée au gouverneur de Goa. L'île de Dom João fut, elle, appelée Macarira.
Au cours du XIXe siècle, des missionnaires portugais commencèrent à peupler et à évangéliser les deux autres îles. Le gouvernement de Macao a également commencé à prélever des impôts sur la population de ces 3 îles en échange de protection contre les pirates (ces îles n'étaient pas protégées par des soldats chinois). Les Portugais construisirent une léproserie sur l'île de Dom João et aussi des écoles pour éduquer les quelques résidents chinois.
Après l'invasion de la Chine par le Japon, les Portugais occupèrent officiellement ces 3 îles en 1938, sous prétexte de mieux protéger les missionnaires portugais qui y vivaient. En 1941, l'armée japonaise a été en mesure de pousser les troupes portugaises à abandonner ces îles très peu peuplées. Par conséquent, elles furent occupées par les Japonais et récupérées par la Chine à la fin de la Seconde Guerre mondiale.
De nos jours, ces îles sont incorporés dans la Zone économique spéciale de Zhuhai (une ville qui fait partie de la province de Guangdong).
Les îles de Dom João et de Montanha sont maintenant reliées par une chaussée qui les a réunies, n'en formant plus qu'une seule. Cette île possède désormais le nom chinois de Hengqin. Le « pont Fleur de Lotus » est le lien entre l'île chinoise de Hengqin et Cotai à Macao. L'île de Lapa est également devenue une  presqu'île reliée au continent, par des travaux d'enfouissement réalisés récemment.
Macao, en raison de son manque de place, a voulu intégrer l'île de Hengqin dans son territoire mais le gouvernement central n'a pas donné son aval. Toutefois, le 1er septembre 2005, le gouvernement central a consenti aux entrepreneurs de Macao et de Hong Kong une exemption du paiement des commissions et a permis une plus grande souplesse dans le contrôle de l'immigration des Chinois de l'île pour y promouvoir l'investissement.